# Washington Wizards
Washington Wizards je američka profesionalna košarkaška momčad iz grada Washingtona Osnovani su kao Chicago Packers u sezoni 1961./62., da bi sljedeće sezone promijenila ime u Zephyrs. Sezonu kasnije, ekipa se preselila u Baltimore i postala Baltimore Bullets.
Godine 1973. momčad se ponovo seli, ovoga puta u Landover u Marylandu te postaju Capital Bullets, da bi već sljedeće sezone promijenili ime u Washington Bullets. Pod tim je imenom osvojen i jedini naslov prvaka (1978. godine u finalu protiv Seattlea).
Od 15. svibnja 1997. godine momčad nosi današnji naziv Washington Wizards.  

## Poznati igrači
- Gilbert Arenas
- Walt Bellamy
- Tom Gugliotta
- Elvin Hayes
- Gus Johnson
- Michael Jordan
- Bernard King
- Moses Malone
- Earl "The Pearl" Monroe
- Mitch Richmond
- Wes Unseld
- Chris Webber
- Gheorghe Mureşan

## Poznati treneri
- Dick Motta

## Dvorane
- International Amphitheatre (1961. – 1962.)
- Chicago Coliseum (1962. – 1963.)
- Baltimore Civic Center (kasnije Baltimore Arena, danas 1st Mariner Arena) (1963. – 1973.)
- US Airways Arena (prvotni naziv Capital Centre) (1973. – 1997.)
- Verizon Center (bivši MCI Center) (1997.–danas)

## Vanjske poveznice
- (engl.) Washington Wizards službene internet stranice